# Eleições parlamentares europeias de 2019 (Chipre)
As eleições parlamentares europeias de 2019 no Chipre foram realizadas a 26 de Maio e serviram para eleger os 6 deputados nacionais para o Parlamento Europeu.

## Composição 2014-2019 (Final de mandato)

### Partidos Nacionais
| Partido | Partido                                  | Deputados | Grupo                                             |
| ------- | ---------------------------------------- | --------- | ------------------------------------------------- |
|         | Partido Progressista do Povo Trabalhador | 2 / 6     | Esquerda Unitária Europeia/Esquerda Nórdica Verde |
|         | Aliança Democrática                      | 1 / 6     | Grupo do Partido Popular Europeu                  |
|         | Partido Democrata                        | 1 / 6     | Aliança Progressista dos Socialistas e Democratas |
|         | Movimento pela Social-Democracia         | 1 / 6     | Aliança Progressista dos Socialistas e Democratas |
|         | Movimento Solidariedade                  | 1 / 6     | Reformistas e Conservadores Europeus              |

### Grupos Parlamentares
| Grupo | Grupo                                             | Deputados |
| ----- | ------------------------------------------------- | --------- |
|       | Esquerda Unitária Europeia/Esquerda Nórdica Verde | 2 / 6     |
|       | Aliança Progressista dos Socialistas e Democratas | 2 / 6     |
|       | Grupo do Partido Popular Europeu                  | 1 / 6     |
|       | Reformistas e Conservadores Europeus              | 1 / 6     |

## Partidos Concorrentes
Os principais partidos concorrentes são os seguintes:
| Partido | Partido                                                 | Cabeça de Lista        | Afiliação Europeia                                  |
| ------- | ------------------------------------------------------- | ---------------------- | --------------------------------------------------- |
|         | Aliança Democrática                                     | Lefteris Christoforou  | Partido Popular Europeu                             |
|         | Partido Progressista do Povo Trabalhador                | Giorgos Georgiou       | Partido da Esquerda Europeia                        |
|         | Partido Democrata - Movimento Solidariedade             | Aristos Vassiliadis    |                                                     |
|         | Movimento pela Social-Democracia                        | Diomedes Diomedous     | Partido Socialista Europeu                          |
|         | Aliança dos Cidadãos - Movimento Ambiental e Ecologista | Andreas Themistocleous | - Partido Democrata Europeu - Partido Verde Europeu |
|         | Frente Popular Nacional                                 | Vassiliou Marios       |                                                     |
|         | Alinhamento Democrático                                 | Marios Garoyian        |                                                     |

## Resultados Nacionais
| Partido                 | Partido                                                 | Votos   | %               | +/-   | Deputados | +/-     |
| ----------------------- | ------------------------------------------------------- | ------- | --------------- | ----- | --------- | ------- |
|                         | Aliança Democrática                                     | 81 539  | 29,02 / 100,00  | 8,73  | 2 / 6     | Estável |
|                         | Partido Progressista do Povo Trabalhador                | 77 241  | 27,49 / 100,00  | 0,51  | 2 / 6     | Estável |
|                         | Partido Democrata                                       | 38 756  | 13,80 / 100,00  | 2,97  | 1 / 6     | Estável |
|                         | Movimento pela Social-Democracia                        | 29 715  | 10,58 / 100,00  | 2,90  | 1 / 6     | Estável |
|                         | Frente Popular Nacional                                 | 23 167  | 8,25 / 100,00   | 5,56  | 0 / 6     | Estável |
|                         | Alinhamento Democrático                                 | 10 673  | 3,80 / 100,00   | Novo  | 0 / 6     | Novo    |
|                         | Aliança dos Cidadãos - Movimento Ambiental e Ecologista | 9 232   | 3,29 / 100,00   | 3,49  | 0 / 6     | Estável |
|                         | Movimento Verde                                         | 4 786   | 1,70 / 100,00   | Novo  | 0 / 6     | Novo    |
|                         | Outros                                                  | 5 826   | 2,07 / 100,00   |       | 0 / 6     |         |
| Votos Inválidos         | Votos Inválidos                                         | 7 548   | 2,62 / 100,00   | 0,37  |           |         |
| Total                   | Total                                                   | 288 483 | 100,00 / 100,00 |       | 6 / 6     |         |
| Eleitorado/Participação | Eleitorado/Participação                                 | 641 181 | 44,99 / 100,00  | 1,02  |           |         |
| Fonte                   | Fonte                                                   | [ 3 ]   | [ 3 ]           | [ 3 ] | [ 3 ]     | [ 3 ]   |

## Composição 2019-2024

### Partidos Nacionais
| Partido | Partido                                  | Deputados | Grupo                                             |
| ------- | ---------------------------------------- | --------- | ------------------------------------------------- |
|         | Aliança Democrática                      | 2 / 6     | Grupo do Partido Popular Europeu                  |
|         | Partido Progressista do Povo Trabalhador | 2 / 6     | Esquerda Unitária Europeia/Esquerda Nórdica Verde |
|         | Partido Democrata                        | 1 / 6     | Aliança Progressista dos Socialistas e Democratas |
|         | Movimento pela Social-Democracia         | 1 / 6     | Aliança Progressista dos Socialistas e Democratas |

### Grupos Parlamentares
| Grupo | Grupo                                             | Deputados |
| ----- | ------------------------------------------------- | --------- |
|       | Grupo do Partido Popular Europeu                  | 2 / 6     |
|       | Esquerda Unitária Europeia/Esquerda Nórdica Verde | 2 / 6     |
|       | Aliança Progressista dos Socialistas e Democratas | 2 / 6     |